# Soňa Štrbáňová
Soňa Štrbáňová (* 14. ledna 1936) je vědeckou pracovnicí Kabinetu dějin vědy. Absolvovala Matematicko-fyzikální fakultu UK, obor biochemie, a v roce 1994 se habilitovala pro filozofii a dějiny vědy. Zabývá se dějinami vědy, zejména chemie a biochemie, a je samostatnou vědeckou pracovnicí Ústavu pro soudobé dějiny AV ČR.

## Studium a zaměření odborné činnosti
V letech 1953–56 studovala na Vysoké škole chemicko-technologické v Praze a dále pak 1956–59 na Matematicko-fyzikální fakultě UK, obor chemie, specializaci biochemie (titul promovaný chemik, 1959).
V prvním období odborné dráhy do roku 1975 pracovala v oboru biochemie, se zaměřením na mikrobiologický výzkum v oboru molekulární biologie a genetiky, regulace syntézy buněčných enzymů, antibiotické rezistence, bakteriálních pigmentů.
Od roku 1976 se zabývá historií vědy – zaměřuje se zejména na dějiny chemie, biochemie a molekulární biologie v 19. a 20. století, historii biotechnologie a její etické problémy, vytváření hraničních vědních disciplín, institucionalizaci a komunikační sítě vědy v 19. a 20. století, genezi české vědecké obce v 19. a na počátku 20. století, vědu jako součást intelektuálního rozvoje společnosti a také dějiny žen ve vědě.

## Profesní působení, odborná, publikační a pedagogická činnost
V každé z těchto oblastí zahrnuje množství položek. Mj.:
Pedagogická činnost
- 1990–2005 – Katedra filozofie a historie vědy Přírodovědecké fakulty UK v Praze – externí VŠ učitel pro dějiny přírodních věd; přednášky Dějiny biochemie a Vědy o životě v intelektuálních dějinách českých zemí
- 1999–2009 – Katedra sociálního lékařství a zdravotní politiky LF UP Olomouc – externí VŠ učitel lékařské etiky pro anglickou větev Lékařské fakulty; přednášky z lékařské etiky, zejména etika genetiky a etika zrození a smrti
- 2009–2012 externí školitelka (PhD) Institut für Geschichte, Universität Wien
- členka oborové rady doktorského studijního programu Filozofie a dějiny přírodních věd na PřF UK v Praze
- členka týmu didaktického výzkumného projektu Idea univerzity

Editované svazky, projekty
Byla mj. členkou redakčního týmu, vedoucí autorského týmu a spolueditorkou (s Antonínem Kostlánem) rozsáhlé publikace „Sto českých vědců v exilu. Encyklopedie významných vědců z řad pracovníků Československé akademie věd v emigraci “ Publikace vznikla v rámci projektu Čeští vědci v exilu 1948-1989; GA AV ČR 2008-2011 (skupinový projekt), jehož byla řešitelkou.

## Členství ve vědeckých společnostech a redakčních radách
Také v těchto oblastech je přehled obsáhlý. Mj.:
Vědecké organizace v ČR a mezinárodní
- Sdružení historiků ČR
- Česká společnost chemická (členka od cca 2000, členka výboru historické sekce od r. 2007)
- Rada pro spolupráci s ICSU při AV ČR (členka, zástupkyně skupiny národních vědeckých komitétů za oblast IV, společenské vědy, od r. 2006)
- Členka Rady pro dějiny vědy při Ústavu pro soudobé dějiny AV ČR v.v.i. (členka od r. 2009)
- Evropská společnost pro dějiny vědy, členka od 2004
- Komise pro ženy a genderová studia při Mezinárodní unii pro dějiny a filozofii vědy / divize pro dějiny vědy a techniky, členka od 1981, viceprezidentka 2005-2010
- Pracovní skupina pro dějiny chemie při Evropské asociaci pro chemické a molekulární vědy, zástupkyně České společnosti chemické od 1981.

Členství v redakčních radách
- Dějiny věd a techniky 1976–1993
- NTM International Journal for History and Ethics of Natural Sciences, Technology and Medicine (cca 1980–1995)
- Folia Mendeliana, od 2009
- Analecta. Studia i Materialy z Dziejów Nauki, od 2011
- Proceedings of the PAU Commission on the History of Science/Studia Historiae Scientiarum, od 2012

## Ocenění[1]
- 1976 – 1. cena Slovenského literárního fondu v kategorii umělecko-naučné a populárně-naučné literatury pro mládež za rukopis Kdo jsme. Kniha o životě, buňkách a učencích
- 1995 – Cena velvyslance USA v ČR za vynikající pracovní výkony
- 1997 – Pamětní medaile Univerzity Palackého
- 1997 – Pamětní list za zásluhy o založení a rozvoj Fakulty managementu JČU v J. Hradci
- 2012 – Medaile za přínos dějinám vědy Ústavu dějin věd a techniky S. I. Vavilova Ruské akademie věd
- 2012 – Cena AV ČR udělena týmu za vědecký výsledek „Čeští vědci v exilu 1948–1989“
- 2012 – Nominace na Cenu Milady Paulové za celoživotní přínos historickým vědám